# دستگاه ساکشن
دستگاه مکش یا به انگلیسی ساکشن (به انگلیسی: Suction) دستگاهی که توسط پمپ مکش و با ایجاد خلاء باعث ایجاد منفی شده و هوا و مایعات را به درون می‌کشد. این دستگاه برای جمع‌آوری ترشحات حلق و ریه و خونابه‌ها در ناحیه جراحی برای دادن دید بهتر، مورد استفاده قرار می‌گیرد.

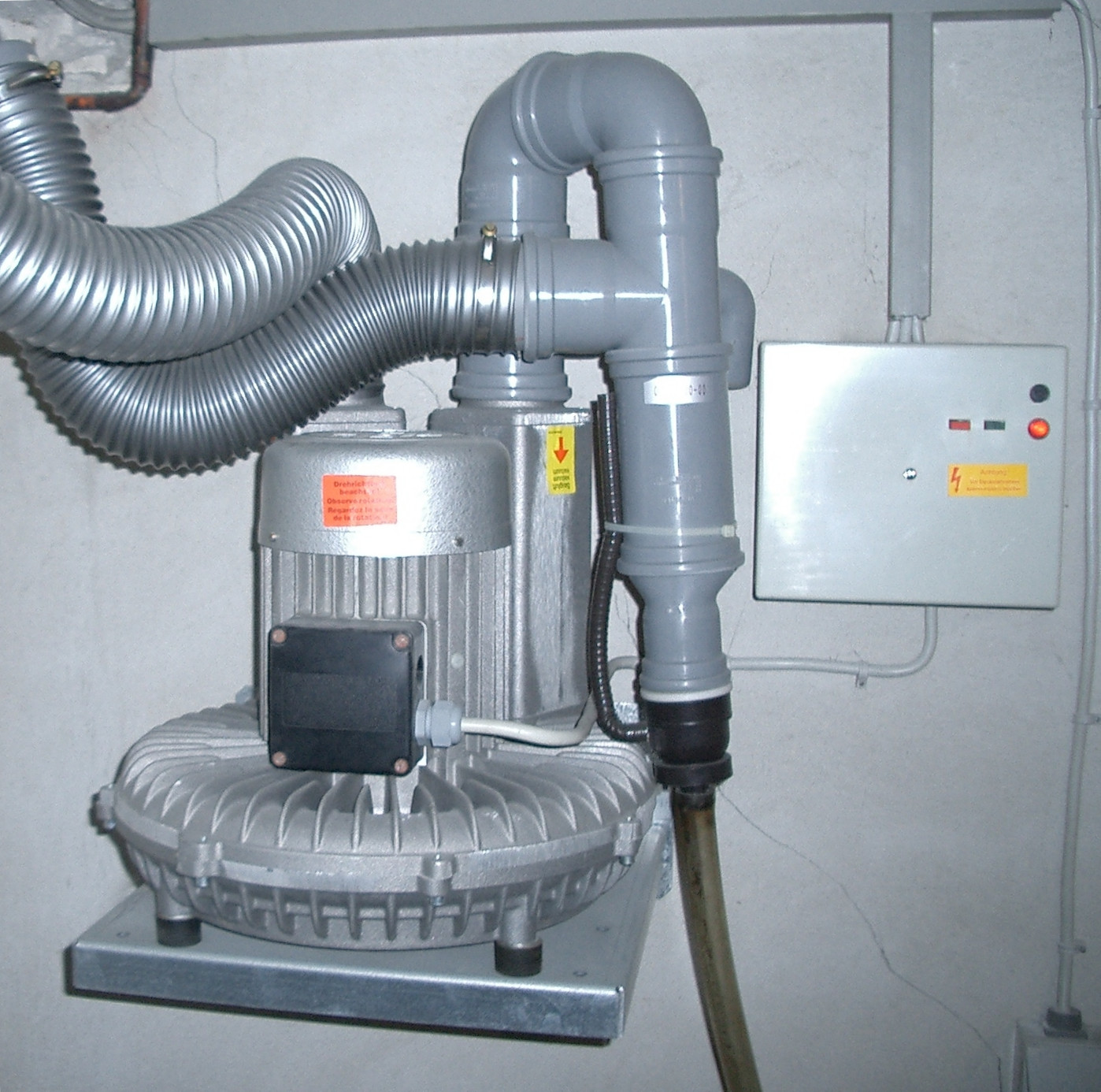
ساکشن سانترال

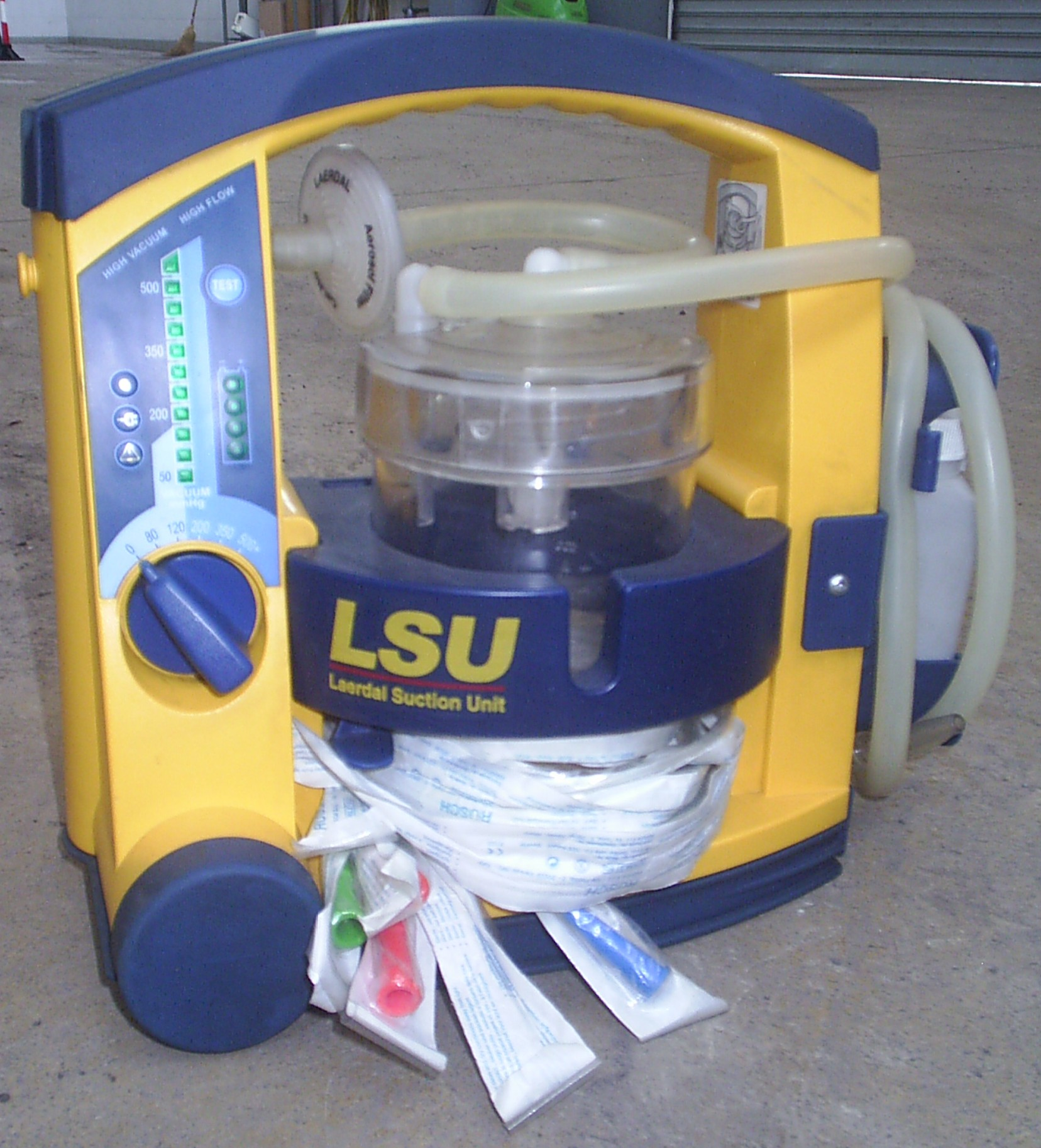
ساکشن پرتابل

## موارد استفاده از مکش
1. برداشتن سریع محلول‌های شستشو از ناحیه زخم.
2. خالی کردن حفرات آبسه.
3. مشخص کردن محل خونریزی دهنده با خشک نگه داشتن آن ناحیه.
4. گرفتن تومور در طول برداشتن آن.[۱]
5. به حالت نعوظ رساندن آلت تناسلی مردانه و زنانه و پستان زنان
6. پاک کردن راه هوایی بیمار

## گونه‌ها
این دستگاه دارای دو مدل ساکشن مرکزی و پرتابل می‌باشد.
1. نوع ثابت یا سانترال: ۱ـ دارای مخزن یک بار مصرف ۲ـ دارای مخزن چند بار مصرف
2. پرتابل (قابل جابجایی): لوله‌های رابط و کاتترها و مخزن آن یکبار مصرف می‌باشند.

- قسمت‌های مختلف ساکشن پرتابل:

1. موتور
2. گیج وکیوم (نمایش میزان فشار دستگاه)
3. پمپ وکیوم
4. شیشه‌های ساکشن (مخازن)
5. پیچ‌های تنظیم کننده ساکشن (تنظیم میزان مکش)
6. لوله‌های رابط

## ساکشن سانترال(ساکشن دیواری)
یک ساکشن بدون موتور است که وظیفه تنظیم وکیوم مرکزی را دارد به همین دلیل به آن ساکشن رگولاتور هم میکویند.
نحوه کار بااین وسیله به این صورت است که توسط آداپتور وکیوم به آتلت وکیوم متصل میشودو میتوان میزان وکیوم را به وسیله گیج وکیوم موجود در دستگاه تنظیم کرد.

## مکش ایده‌آل
- از کیفیت موتور و مکش بالا برخوردار باشد.
- قابلیت استریل شدن بدنه آن بالا باشد.
- مخازن ساکشن، حجم پذیری زیادی داشته باشند.
- توان خروجی بالایی داشته باشد.

## نحوه استریل دستگاه مکش
- باتل مربوط به ساکشن بدون در نظر گرفتن مقدار مایع آسپیره شده می‌بایست روزانه تخلیه گردد.
- باتل پس از تخلیه، توسط دترژنت شسته و خشک شود.
- در طول مدتی که ساکشن مورد استفاده قرار نمی‌گیرد بایستی باتل‌ها خشک باشند.
- در فواصل استفاده از دستگاه ساکشن در بین بیماران، فیلتر باید تعویض گردد.